# Hydnodon thelephorus
Hydnodon thelephorus är en svampart som först beskrevs av Joseph-Henri Léveillé, och fick sitt nu gällande namn av Banker 1913. Hydnodon thelephorus ingår i släktet Hydnodon och familjen Hydnodontaceae.   Inga underarter finns listade i Catalogue of Life.